# Городское поселение Лесной городок
Городско́е поселе́ние Лесно́й городо́к — упразднённое муниципальное образование в Одинцовском районе Московской области. Включает 4 населённых пункта: пгт Лесной Городок, пос. ВНИИССОК, село Дубки и деревню Бородки.
Крупнейший населённый пункт, в котором расположена администрация, — дачный посёлок Лесной Городок.
Исполняющий обязанности Главы администрации городского поселения — Алябьев Альберт Анатольевич.

## Границы
Муниципальное образование граничит с:
- Наро-Фоминским районом Московской области (на юге)
- Сельским поселением Жаворонковское (на юге и западе)
- Сельским поселением Назарьевское (на северо-западе)
- Сельским поселением Горское (на севере)
- Городским поселением Одинцово (на востоке)

Площадь территории городского поселения — 1400 га.

## Население
| 2006    | 2007    | 2008    | 2009    | 2010    | 2011    |
| ------- | ------- | ------- | ------- | ------- | ------- |
| 7133    | ↗7799   | ↘5965   | ↗8055   | ↗15 803 | ↗17 712 |
| 2012    | 2013    | 2014    | 2015    | 2016    | 2017    |
| →17 712 | ↗19 300 | ↗20 684 | ↗21 964 | ↗22 536 | ↗22 772 |
| 2018    | 2019    |         |         |         |         |
| ↗24 670 | ↘23 527 |         |         |         |         |

## История
Муниципальное образование было образовано из дачного посёлка Лесной Городок и трёх населённых пунктов позже упразднённой административно-территориальной единицы — Юдинского сельского округа Одинцовского района Московской области.

## Состав городского поселения
| № | Населённый пункт | Тип населённого пункта                 | Население |
| - | ---------------- | -------------------------------------- | --------- |
| 1 | Бородки          | деревня                                | ↗189      |
| 2 | ВНИИССОК         | посёлок                                | ↗17 597   |
| 3 | Дубки            | село                                   | ↗516      |
| 4 | Лесной Городок   | дачный посёлок, административный центр | ↘14 701   |